# Nick Reddish
Nicholas "Nick" Reddish, né le 6 septembre 1996 à Hamilton, est un coureur cycliste néo-zélandais.

## Biographie
En début d'année 2018, Nick Reddish s'impose sur la première étape de la New Zealand Cycle Classic, devant son compatriote Hayden McCormick. Il s'empare ainsi par la même occasion des maillots de leader et de meilleur jeune,.

## Palmarès
- 2017
  - 4e étape du Tour de Taranaki
- 2018
  - 1re étape de la New Zealand Cycle Classic

## Classements mondiaux
| Année            | 2018 |
| ---------------- | ---- |
| UCI Oceania Tour | 66e  |